# Thorwald Veneberg
Thorwald Veneberg (Amsterdam, 16 ottobre 1977) è un ex ciclista su strada olandese.
Ha corso tra i professionisti dal 2001 al 2007, nelle file della Rabobank. Ha rappresentato i Paesi Bassi in due edizioni dei campionati del mondo su strada, nel 2001 a Lisbona e nel 2004 a Verona.

## Palmarès
- 1998

3ª tappa Tour de Normandie
7ª tappa Tour de Normandie
2ª tappa Le Transalsace International
Classifica generale Le Transalsace International
- 1999

1ª tappa Circuito Montañés
Classifica generale Volta Ciclista Internacional a Lleida
- 2000

Campionati olandesi, Prova in linea Elite SC
3ª tappa Circuit des Mines
- 2004

Noord Nederland Tour (ex aequo con altri 21 corridori)
- 2005

Grote Scheldeprijs

### Altri successi
- 2002

Classifica scalatori Sachsen-Tour International

## Piazzamenti

### Grandi giri
- Giro d'Italia

2002: 65º
2005: ritirato (13ª tappa)
- Vuelta a España

2001: 78º
2004: 48º
2005: 91º

### Competizioni mondiali
- Campionati del mondo

Lisbona 2001 - In linea: ritirato
Verona 2004 - In linea: ritirato